# Teorema de Liouville-Arnold
En teoria de sistemes dinàmics, el teorema de Liouville-Arnold afirma que si en un sistema hamiltonià amb {\displaystyle n} graus de llibertat en què es coneixen també {\displaystyle n} integrals de moviment que són funcionalment independents i en involució, llavors existeix una transformació canònica a coordenades d'acció-angle en la qual el hamiltonià transformat depèn només de les coordenades d'acció mentre que les coordenades d'angle evolucionen linealment en el temps. Així, les equacions del moviment per al sistema poden resoldre's per quadratures si es coneix explícitament la transformació canònica. El teorema rep el nom de Joseph Liouville i Vladímir Arnold.